# Chauncey Bangs
Pour les articles homonymes, voir Bangs (homonymie).
Chauncey Robert Bangs, né le 28 février 1901 à Ottawa (Ontario) et mort le 18 février 1952 dans la même ville, est un patineur artistique canadien de la catégorie des couples, triple champion du Canada (1927, 1928 et 1931), et champion nord-américain en 1927.

## Biographie

### Carrière sportive
Chauncey Bangs commence le patinage artistique très jeune. En compétition, il pratique principalement le patinage artistique en couple avec Marion McDougall, puis avec Frances Claudet.
Avec sa première partenaire, il est double champion du Canada en 1927 et 1928, et vice-champion nord-américain en 1927 à Toronto.
Avec sa seconde partenaire, il est champion du Canada en 1931, vice-champion nord-américain en 1931 à Ottawa, et il participe aux mondiaux de 1932 à Montréal, ainsi qu'aux Jeux olympiques d'hiver de 1932 à Lake Placid.
Il arrête les compétitions sportives après les mondiaux de 1932.

### Reconversion
Il se concentre sur sa gestion de la CW Bangs Coal Company, une entreprise lancée par son père. Il a à l'origine l'intention d'étudier le droit à l'Université de Toronto, mais abandonne pour se joindre à l'entreprise familiale.
Il tente un bref retour aux compétitions en 1934, mais arrête rapidement à la suite d'une grave blessure au visage. Il est néanmoins resté actif avec son Minto Skating Club, jusqu'à sa mort à l'âge de 50 ans. Sportivement, il pratique également le tennis et le golf.

## Palmarès
Avec deux partenaires :
- Marion McDougall (3 saisons : 1926-1927-1928)
- Frances Claudet (2 saisons : 1931-1932)

| Compétitions en Individuel      | 1926 | 1927 | 1928 |  | 1929 | 1930 | 1931 | 1932 |  |  |  |  |  |  |
| Jeux olympiques d'hiver         |      |      |      |  |      |      |      | 6e   |  |  |  |  |  |  |
| Championnats du monde           |      |      |      |  |      |      |      | 5e   |  |  |  |  |  |  |
| Championnats d'Amérique du Nord |      | 1er  |      |  |      |      | 2e   |      |  |  |  |  |  |  |
| Championnats du Canada          | 2e   | 1er  | 1er  |  |      |      | 1er  | 2e   |  |  |  |  |  |  |
|                                 |      |      |      |  |      |      |      |      |  |  |  |  |  |  |